# Lijst van langeafstandsfietsroutes in Frankrijk
France Vélo Tourisme heeft een netwerk van nationale en regionale fietsroutes van Frankrijk gerealiseerd en bewegwijzerd in twee richtingen. De fietsroutes doorkruisen het land of een regio. Veel van deze routes zijn weer onderdeel van een EuroVelo (EV). 
Hieronder volgt een lijst van deze langeafstandsfietsroutes in Frankrijk.

## Langeafstandsfietsroutes welke onderdeel zijn van eenEuroVelo
Deze bewegwijzerde routes hebben een logo en een EuroVelo-nummer.
| La Vélomaritime            | EV4 Midden-Europaroute / EV12 Noordzeeroute tot Calais | Bray-Dunes-Roscoff (1500 km)               |  |
| La Loire à vélo            | EV6 Atlantische kust naar de Zwarte Zee                | Saint-Nazaire-Nevers (650 km)              |  |
| La Vélodyssée              | EV1 Atlantische Kustroute                              | Roscoff-Saint-Jean-de-Luz (1300 km)        |  |
| La Scandibérique           | EV3 Pelgrimsroute                                      | Saint-Jean-Pied-de-Port-Maubeuge (1700 km) |  |
| La Meuse à Vélo            | EV19 Maasroute                                         | Langres-Givet (444 km)                     |  |
| ViaRhôna                   | EV17 Rhôneroute                                        | Marseille-Thonon-Les-Bains (815 km)        |  |
| La Méditerranée à vélo     | EV8 Middellandse Zeeroute                              | Marseille-Thonon-les-Bains (850 km)        |  |
| Entre Rhin et Loire à vélo | EV6 Atlantische kust naar de Zwarte Zee                | Nevers-Basel (570 km)                      |  |
| Véloroute Rhin             | EV15 Rijnroute                                         | Lauterbourg-Basel (180 km)                 |  |
| EuroVelo 5 Moselle-Alsace  | EV5 Via Romea Francigena                               | Saarbrücken-Basel (390 km)                 |  |

## Andere langeafstandsfietsroutes
Deze bewegwijzerde routes hebben een logo en een groen nummer op een wit gestileerde landkaart van Frankrijk.
- Véloroute Vallée de Somme
- La Seine à vélo
- Véloroutes de Bretagne
- Avenue Verte London-Paris

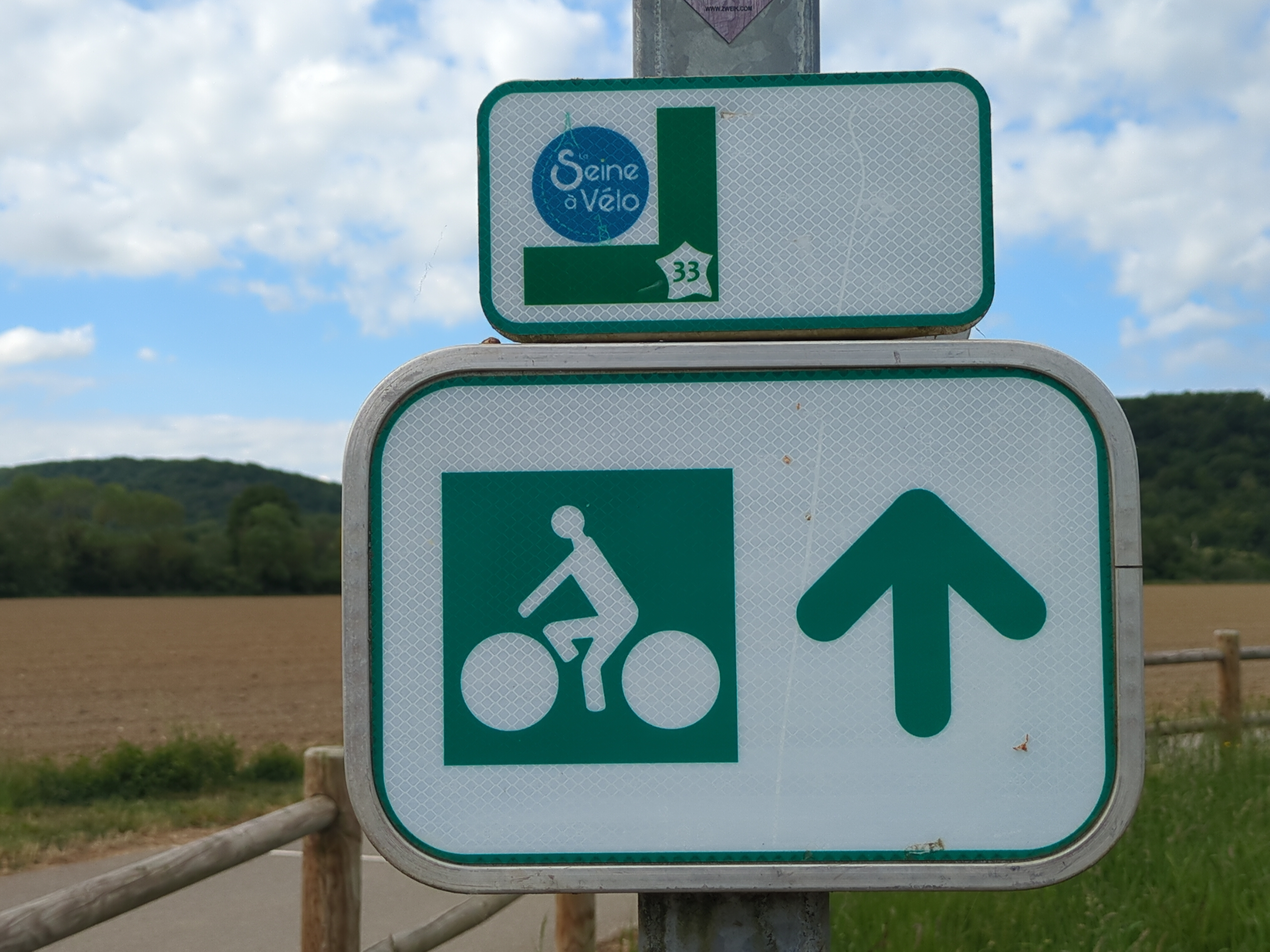

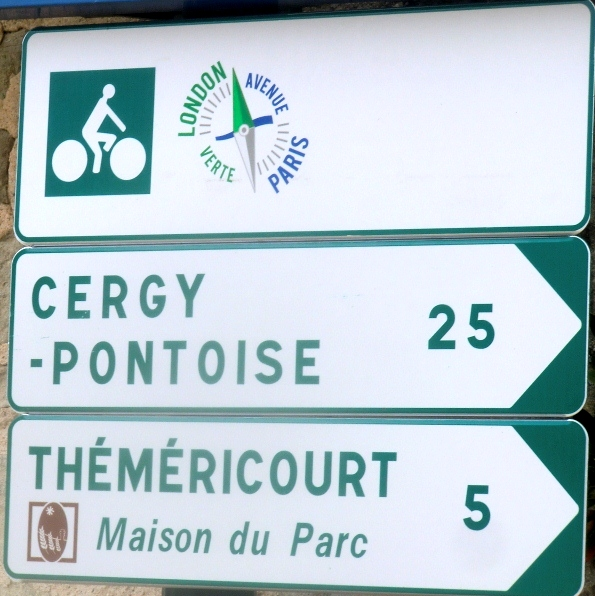

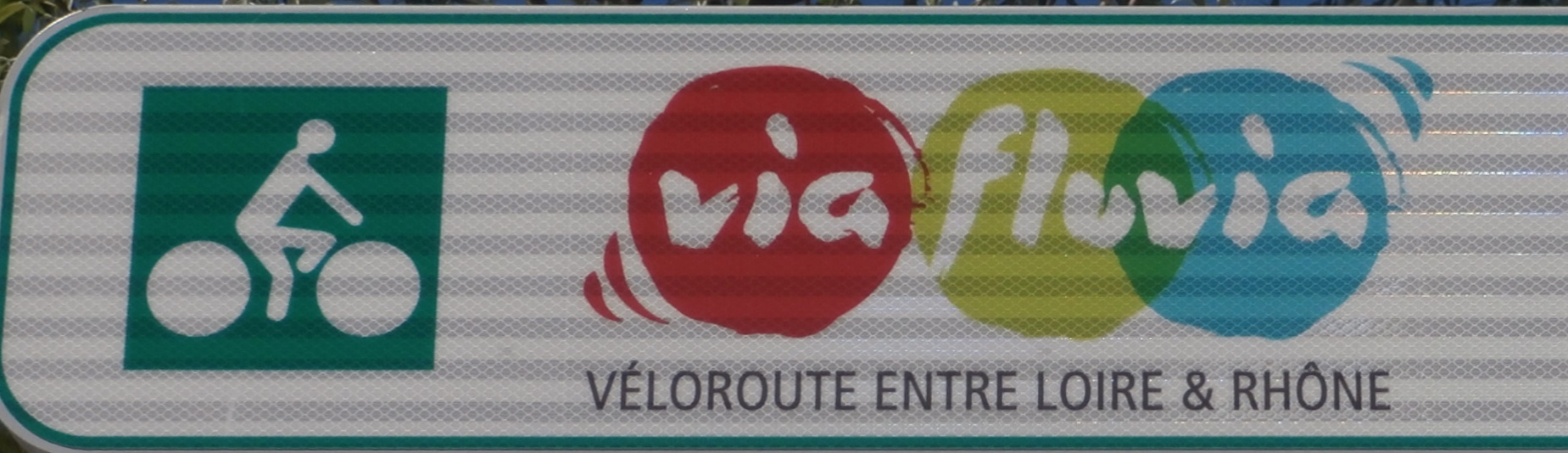

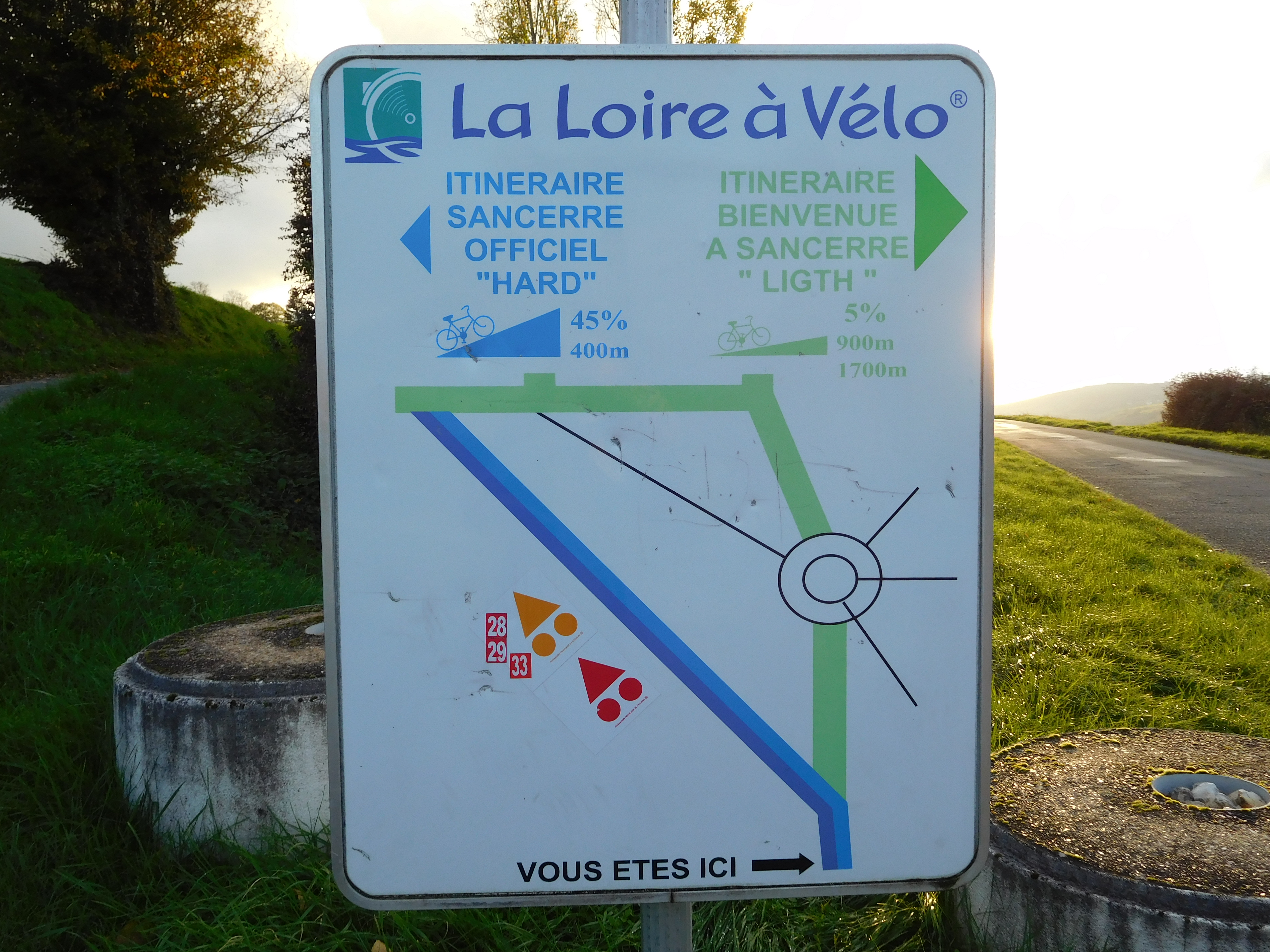

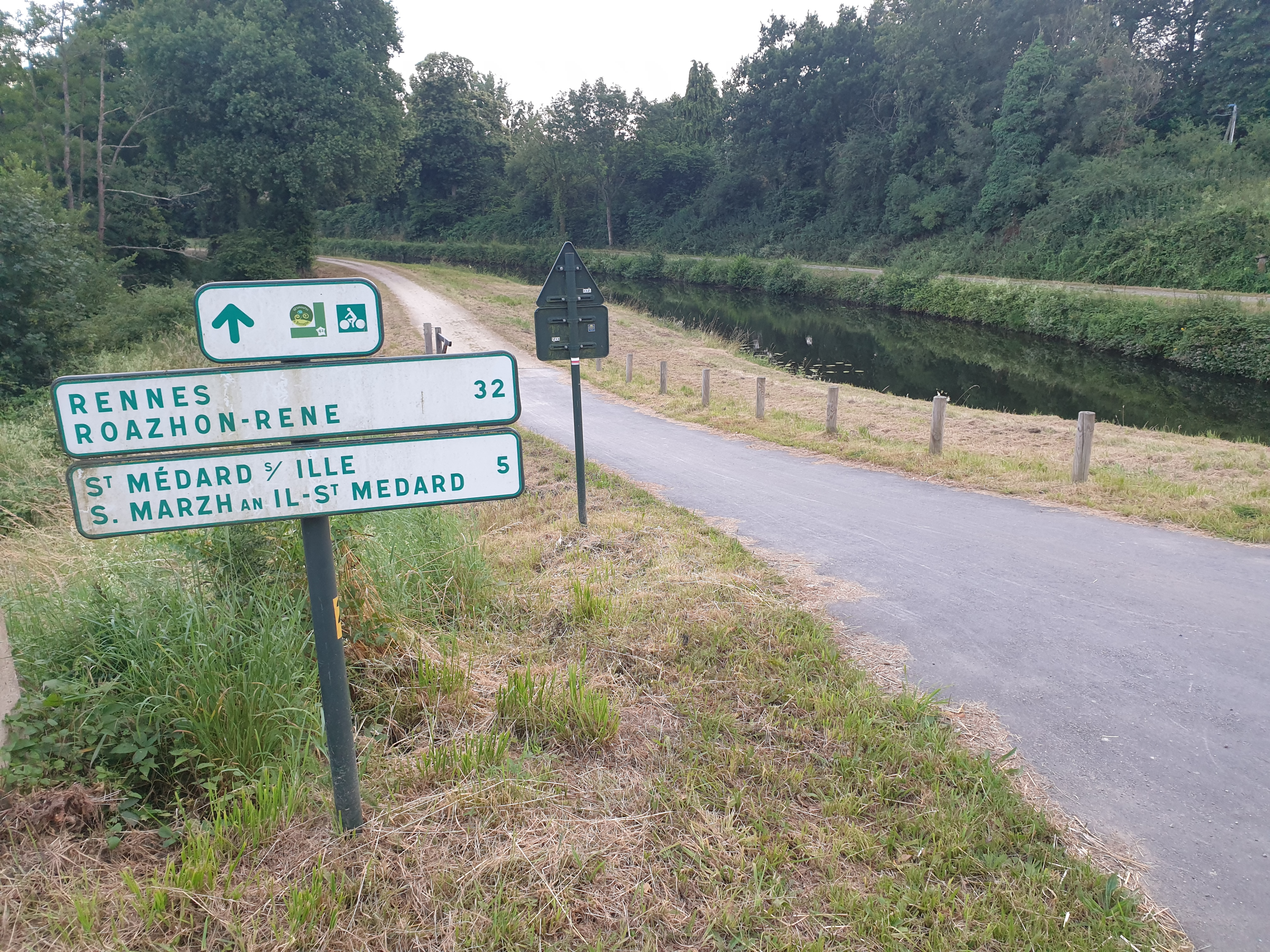

- Saint-Jacques à vélo - Via Tours
- Saint-Jacques à vélo - Via Vézelay
- La VéloWestNormandy
- La Vélo Francette
- La Véloscénie
- La Vallée du Loir à vélo
- La Littorale
- La Régalante
- Les voies vertes de Mayenne
- La Vélobuissonnière
- Vendée Vélo Tour
- La Vélidéale
- La Cyclo Bohème
- La Flow Vélo
- Le Canal des 2 Mers à vélo
- La Vallée du Lot à vélo
- La Vélosud
- Vallée et Gorges de l'Aveyron à vélo
- La Vagabonde
- La Véloccitanie
- Via Allier
- Via Fluvia
- Tour de Creuse à vélo
- La Grande Traversée du Volcan à vélo
- Dolce Via
- La Belle Via
- P'tites Routes du Soleil
- Via Venaissia
- Tour du Ventoux à vélo
- Autour du Luberon à vélo
- Véloroute littorale
- Route des Grandes Alpes à vélo
- Véloire
- Le Tour de Bourgogne à vélo
- La Voie Bleue - Moselle-Saône à vélo
- Tour du Jura
- Canal entre Champagne et Bourgogne
- Voie Bressane
- La Boucle de Bourgogne du Sud
- P'tite Grande Traversée du Jura à vélo
- La FrancoVéloSuisse
- Grande Traversée du Jura à vélo
- Le Canal de la Marne au Rhin à vélo